# La Baleine
La Baleine is een gemeente in het Franse departement Manche (regio Normandië) en telt 93 inwoners (2009). De plaats maakt deel uit van het arrondissement Coutances.

## Geografie
De oppervlakte van La Baleine bedraagt 4,2 km², de bevolkingsdichtheid is dus 22,1 inwoners per km².
De onderstaande kaart toont de ligging van La Baleine met de belangrijkste infrastructuur en aangrenzende gemeenten.

## Demografie
Onderstaande figuur toont het verloop van het inwonertal (bron: INSEE-tellingen).

1. ↑  Populations de référence 2022.